# Leptasterias asteira
Leptasterias asteira är en sjöstjärneart som beskrevs av Fisher 1930. Leptasterias asteira ingår i släktet Leptasterias och familjen trollsjöstjärnor. Inga underarter finns listade i Catalogue of Life.